# Sphaerophysa salsula
Sphaerophysa salsula är en ärtväxtart som först beskrevs av Pall., och fick sitt nu gällande namn av Dc.. Sphaerophysa salsula ingår i släktet Sphaerophysa och familjen ärtväxter. Inga underarter finns listade i Catalogue of Life.

## Bildgalleri

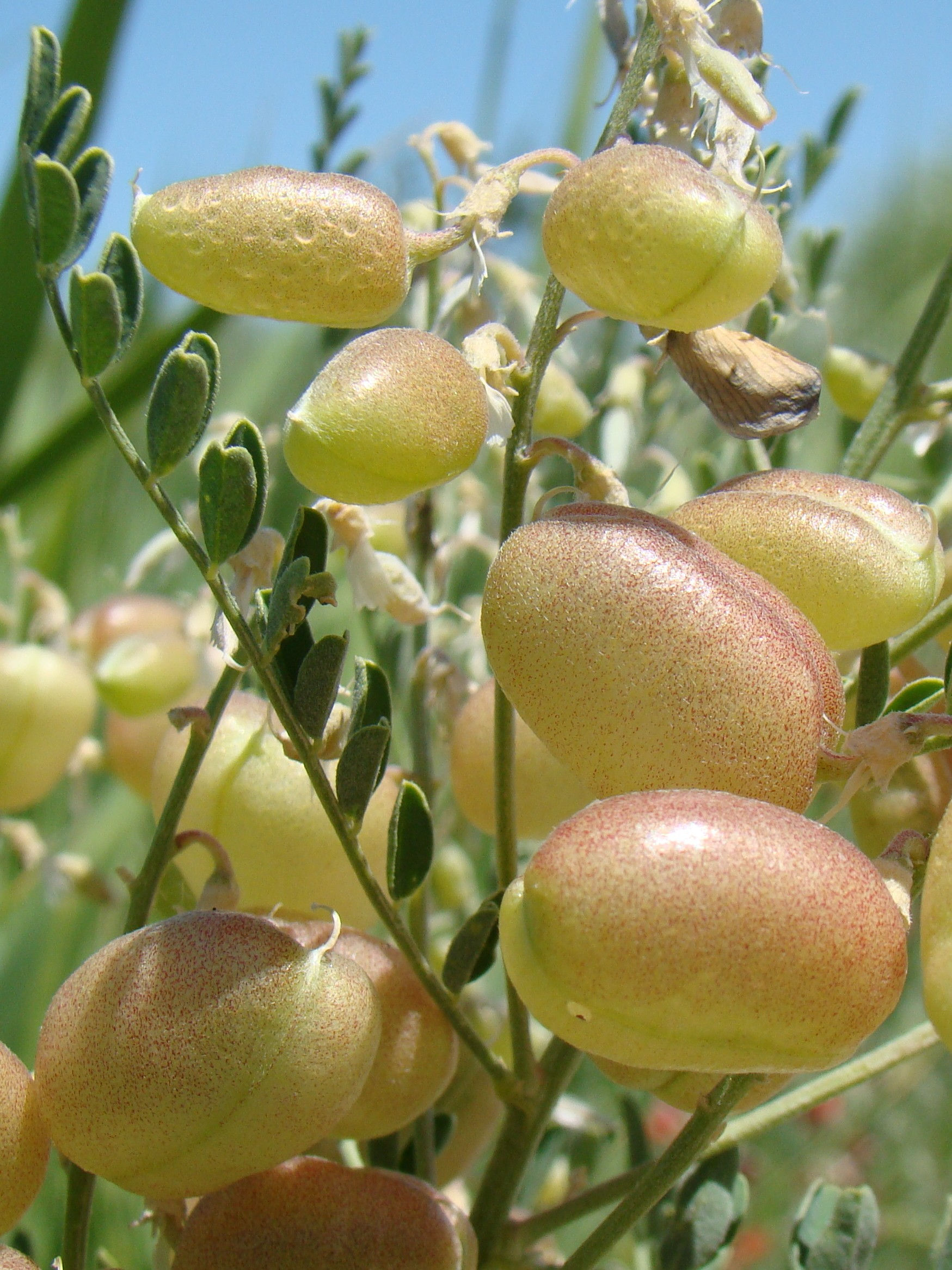
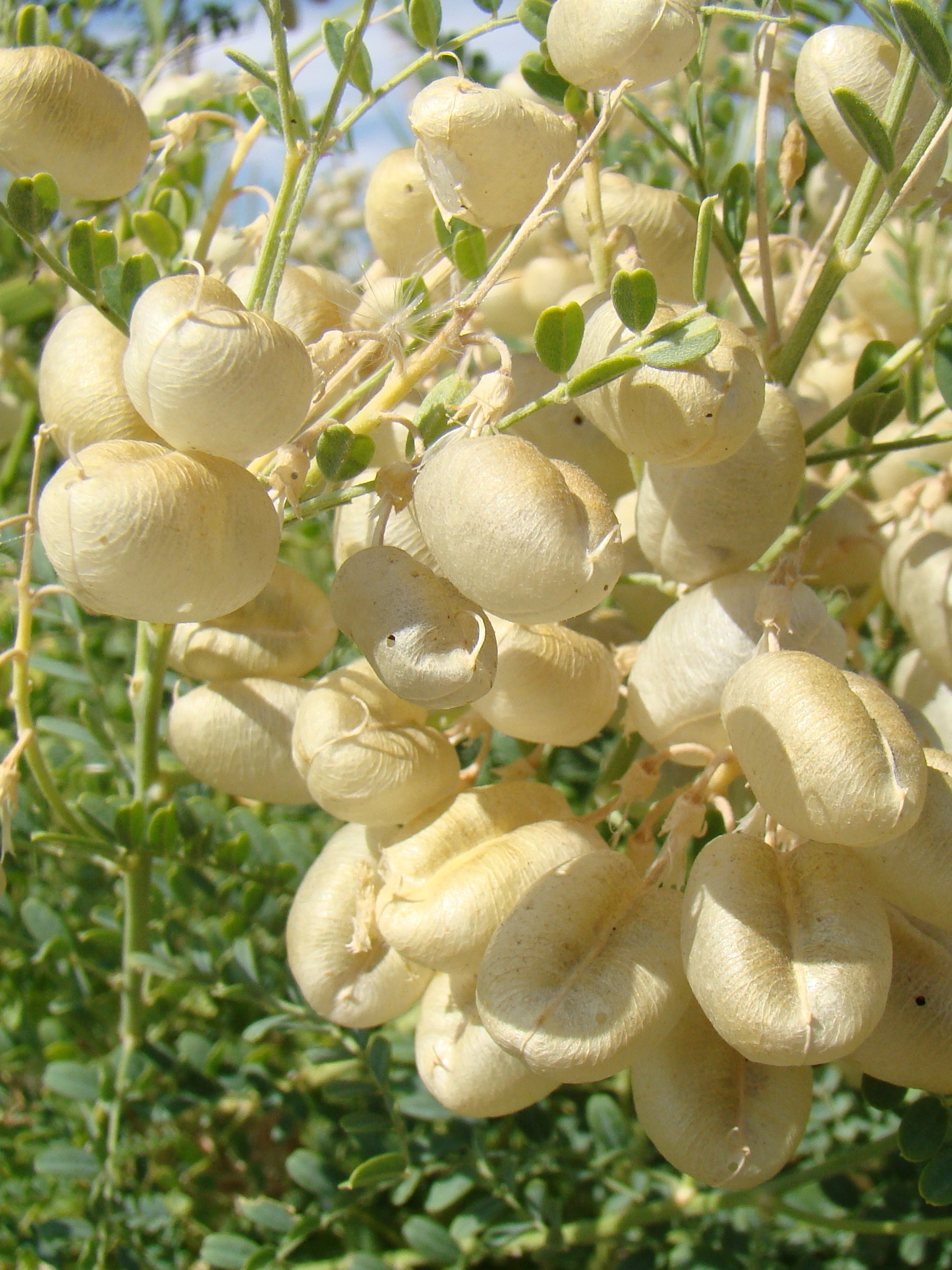
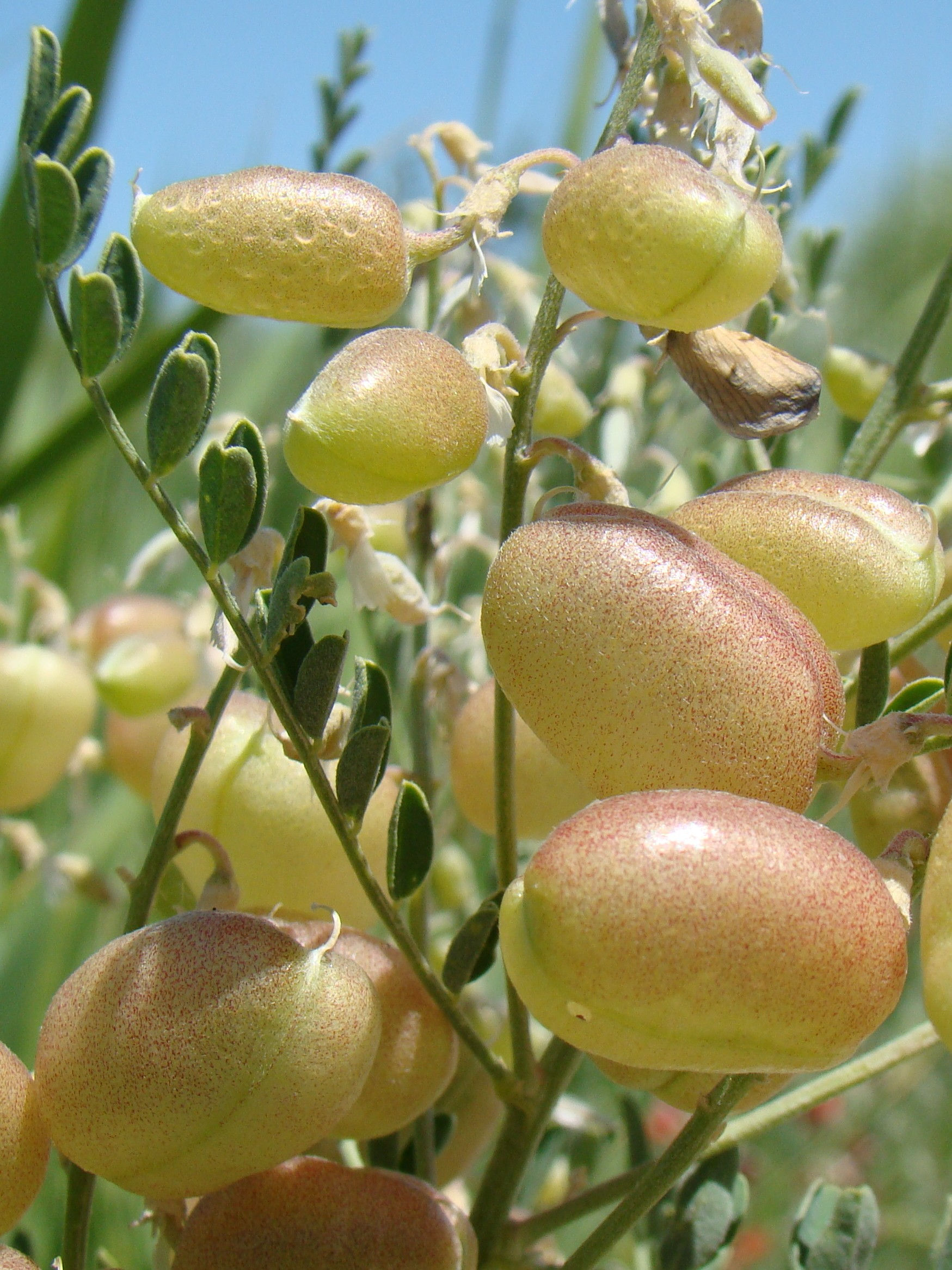
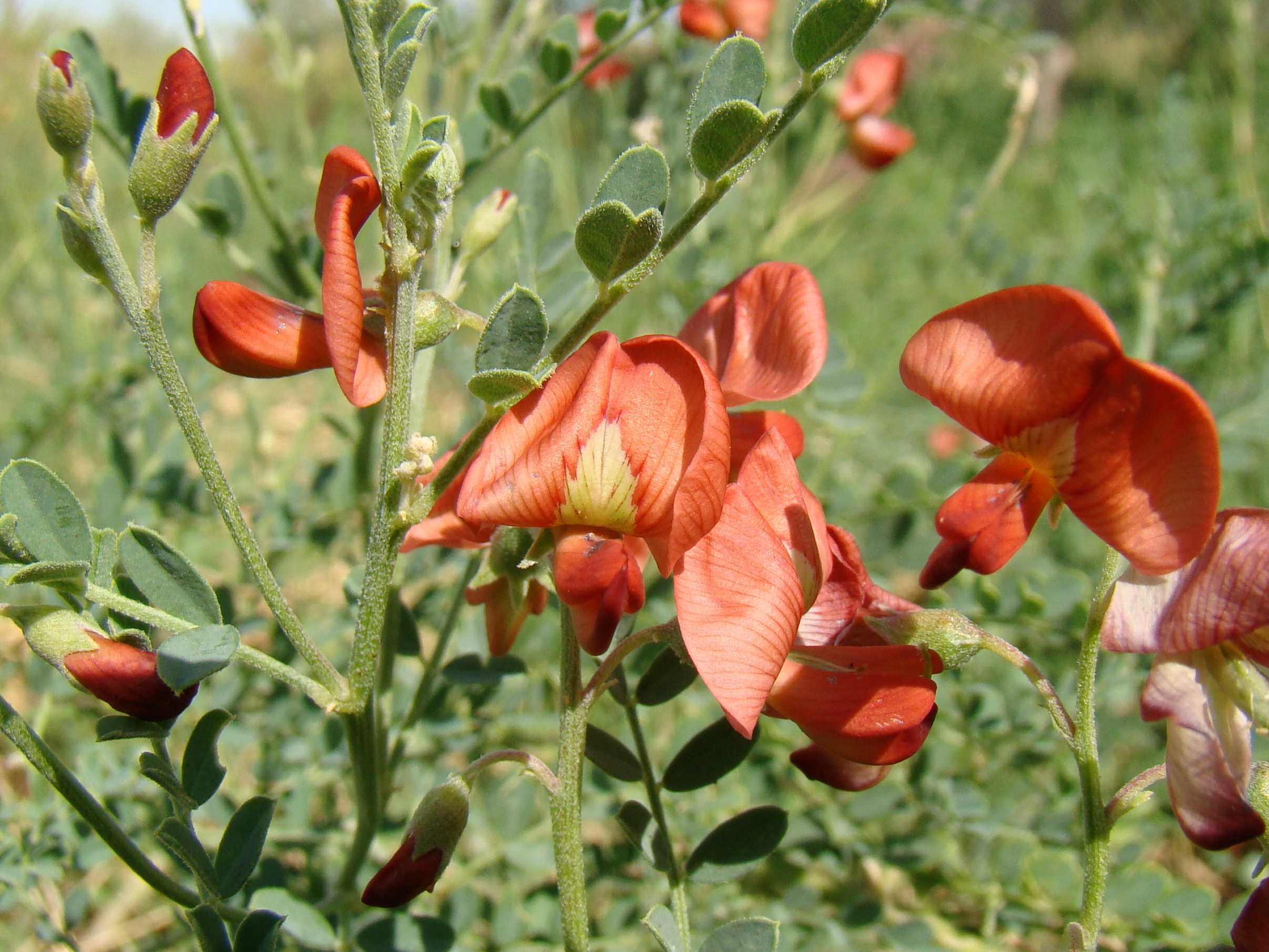
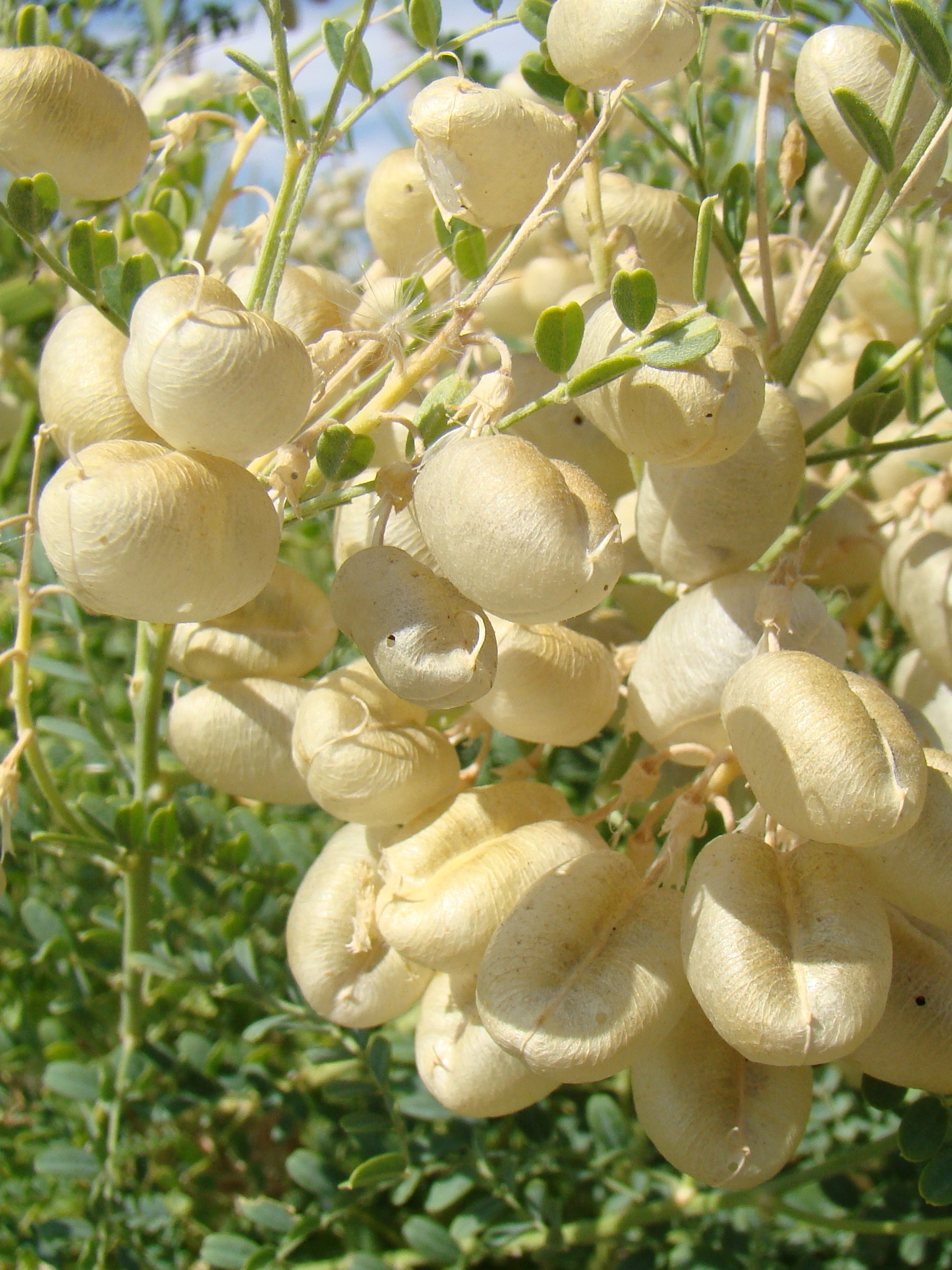
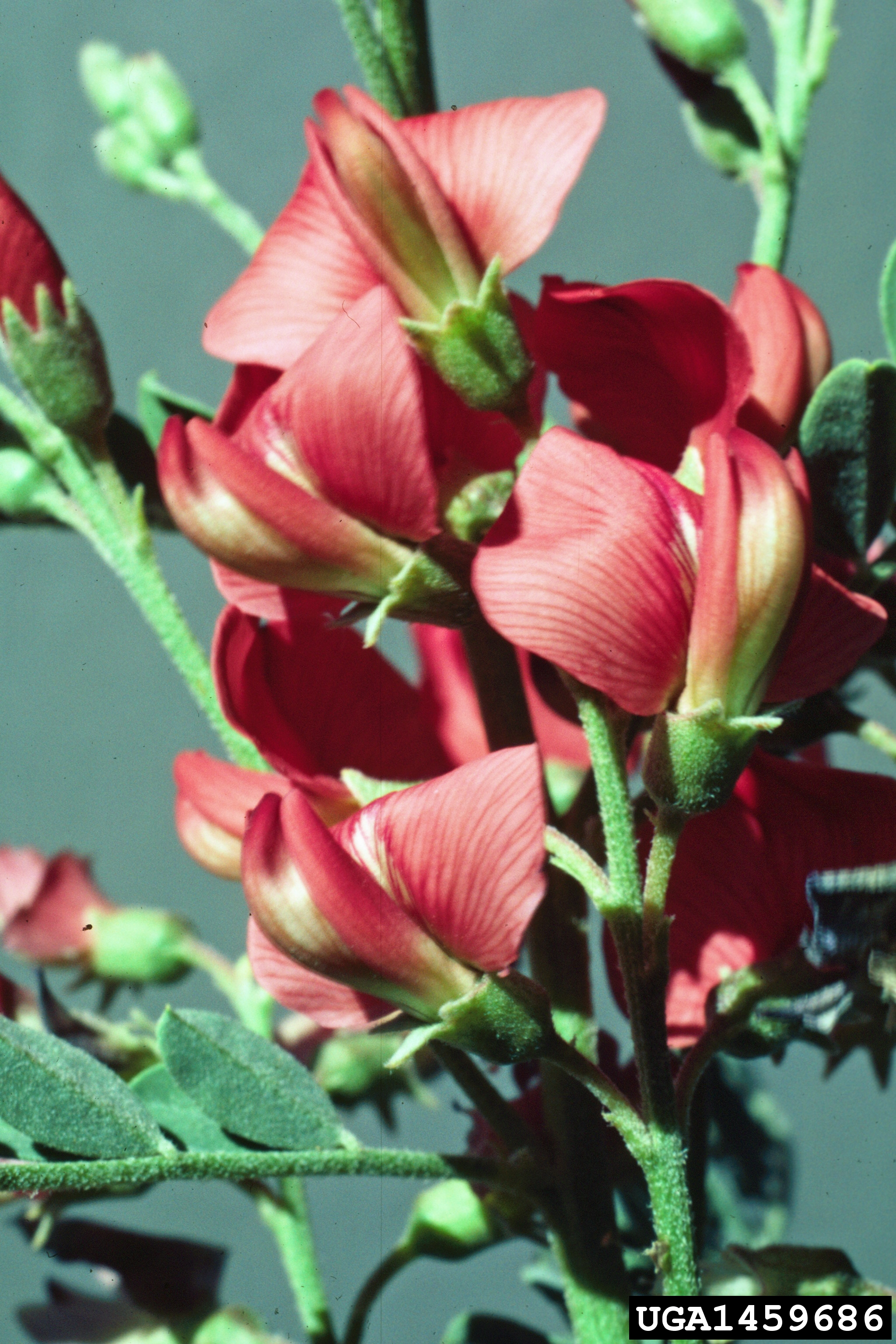